# Гао, Уильям
Уи́льям Га́о (англ. William Gao; кит. трад. 高鑫, пиньинь Gāo Xīn, палл. Гао Синь; род. 20 февраля 2003, Южный Кройдон, Лондон, Англия, Великобритания) — британский актёр и музыкант. Известен благодаря своей дебютной роли Тао Су в сериале «Трепет сердца» (2022) от Netflix, за которую он удостоился номинации на премию «Эмми» в области детского и семейного контента как лучший актёр второго плана.
Гао и его младшая сестра Оливия Харди создали музыкальный дуэт под названием Wasia Project. В мае 2022 года вышел их первый мини-альбом How Can I Pretend?.

## Ранние годы
Гао, выходец из Южного Кройдона, родился 20 февраля 2003 года. Его отец — англичанин, а мать — китаянка, переехавшая в Англию, когда ей было 20 лет. Учился в школе «Тринити», которую окончил в 2022 году, сдав экзамены уровня A по китайскому языку, музыке и драме. В 11 лет увлёкся игрой на пианино и состоял в хоре мальчиков «Тринити». В мае 2019 года он присоединился к Национальному молодёжному театру.

## Фильмография

### Телевидение
| Год    | Название      | Оригинальное название | Роль   | Примечания   |
| ------ | ------------- | --------------------- | ------ | ------------ |
| с 2022 | Трепет сердца | Heartstopper          | Тао Су | Главная роль |

### Театр
| Год  | Название          | Оригинальное название     | Роль    | Место проведения             | П.     |
| ---- | ----------------- | ------------------------- | ------- | ---------------------------- | ------ |
| 2016 | 400 лет Шекспира  | Shakespeare at 400        | Пак     | Королевский фестивальный зал | [ 14 ] |
| 2016 | Сон в летнюю ночь | A Midsummer Night’s Dream | Кобуэб  | Глайндборн                   |        |
| 2022 | Испытания         | The Trials                | Ксандер | Donmar Warehouse             | [ 15 ] |

## Награды и номинации
| Награда                                               | Год  | Категория                  | Работа          | Результат | П.     |
| ----------------------------------------------------- | ---- | -------------------------- | --------------- | --------- | ------ |
| Премия «Эмми» в области детского и семейного контента | 2022 | Лучший актёр второго плана | «Трепет сердца» | Номинация | [ 16 ] |
| Gay Times Honours                                     | 2022 | Новаторы на экране         | «Трепет сердца» | Победа    | [ 17 ] |